# Ucraïna Verda
La Ucraïna Verda, també coneguda com a Tascó Verd (en ucraïnès: Зелений Клин, "Tascó verd", transcrit: Zelenyi Klyn, i també Зелена Україна, Ucraïna Verda", transcrit: Zelena Ukraïna; en rus: Зелёный Клин, transcrit: Zelionyi Klin) era una àrea de l'Extrem Orient rus, entre el riu Amur i l'oceà Pacífic, una àrea que correspon aproximadament al concepte xinès de Manxúria Exterior, i on es van assentar molts ucraïnesos el segle xix.
Després de la revolució russa de 1917, Catai (ucraïnès: Закитайщина, romanitzat: Zakytaishchyna) va ser un país projectat a l'Extrem Orient rus.
Després de l'establiment de la República de l'Extrem Orient boltxevic el 6 d'abril de 1920, les zones de l'Extrem Orient amb una majoria ètnica ucraïnesa van intentar separar-se i establir una entitat anomenada Ucraïna Verda.
Geogràficament, Ucraïna Verda limita amb l'actual Corea del Nord i la província xinesa de Heilongjiang. La població ucraïnesa, majoritària a aquesta regió de l'Imperi Rus, que limitava amb Manxúria (Xina), l'illa de Sakhalín i Iakútia, i entre el riu Amur i l'oceà Pacífic, a Primorski (Litoral) i una part de Sakhalín.
Més tard, entre el 1920 i el 1922, fou un projecte de república independent. La República Ucraïnesa de l'Orient Llunyà, a l'Orient Llunyà, territori de l'Imperi Rus i després de l'URSS.
Avançat el 1922, ja estava preparat el Congrés que havia de proclamar la independència, però la incorporació dels territoris de l'Extrem Orient a la Unió Soviètica ho va fer impossible.
Les banderes proposades eren dues: una blava sobre groc, amb triangle verd a l'asta (model txec), i l'altra verda amb els colors ucraïnesos, blau sobre groc, al cantó superior del pal.